# L'espectre de les armes
"L'espectre de les armes" (títol original en anglès "Spectre of the Gun") és el sisè episodi de la tercera temporada de la sèrie de televisió de ciència-ficció estatunidenca Star Trek. Escrita per l'antic productor creador de la sèrie, Gene L. Coon (amb el pseudònim de Lee Cronin), i dirigida per Vincent McEveety, es va emetre per primera vegada el 25 d'octubre de 1968.
A l'episodi, després d'haver estat trobat entrant a l'espai melkotià, el capità Kirk i els membres de la seva tripulació són enviats a morir en una recreació surrealista del tiroteig de l'O.K. Corral.

## Trama
La nau estel·lar de la Federació Empresa ha rebut l'ordre d'entrar en contacte amb una espècie solitaria coneguda com els melkotians. Quan s'apropen al planeta dels melkotians, es troben amb una sonda que els adverteix que es mantinguin allunyats. Els membres de la tripulació escolten l'advertència en les seves llengües natives, suggerint que els melkotians són telèpates. Malgrat les advertències del primer oficial Spock sobre la formidable dels telèpates, el capità Kirk ordena que la nau continuï en rumb. Un cop en òrbita, Kirk, Spock, l'enginyer en cap Scott, el director mèdic Dr. McCoy i l'alferes de navegació Chekov es transporten a la superfície.
Els rep un emissari melkotià, que declara que han estat condemnats a mort per intrusió. El grup de desembarcament es troba llavors en un paisatge abstracte que s'assembla a una ciutat del Far West, encara que molts edificis només són simples façanes de fusta. A més, troben que els seus fasers s'han canviat a revòlver, i no poden contactar amb l' Enterprise.
Explorant la ciutat, troben un diari del 26 d'octubre de 1881, la data del famós tiroteig de l'O.K. Corral. La gent del poble creu que el grup de desembarcament són membres dels Cowboys: Kirk com a Ike Clanton, Scott com a Billy Clanton, McCoy com a Tom McLaury, Spock com a Frank McLaury, i Chekov com a Billy Claiborne. La tripulació aviat descobreix que els homes es vestien com els germans Earp; Virgil, Wyatt i Morgan, així com el seu adjunt Doc Holliday, es preparen per lluitar contra ells a l'hora assenyalada.
Sabent que a la història real el tiroteig va ser fatal per a la majoria dels Cowboys, la tripulació de l' Enterprise intenta canviar el seu destí fent que el xèrif i la gent del poble aturin la baralla i fins i tot intentin negociar amb els Earp, però res funciona. Tanmateix, quan una cambrera, Sylvia, s'acosta a Chekov, un gelós Morgan Earp el mata a trets. Spock comenta que l'autèntic Billy Claiborne havia sobreviscut, suggerint que els esdeveniments del dia es podrien canviar d'altres maneres. Amb aquesta finalitat, Spock crea un tranquil·litzant en una improvisada granada de gas per sotmetre els Earp abans del tiroteig i se sorprèn quan el gas no funciona.
S'acosta l'hora del tiroteig; un Kirk desafiant i el grup d'aterratge es troben de sobte a l'O.K Corral, amb els Earp apropant-se. Spock s'adona del fracàs de la granada de gas i de la "mort" de Chekov que el món en què es troben no s'ajusta a les lleis de la realitat i persuadeix als altres que, sempre que estiguin convençuts que no se'ls pot fer mal. Kirk té en Spock fusió mental amb la resta de l'equip per dotar-los d'una convicció absoluta. Així, quan els Earp i Holliday obren foc, les seves bales hi passen de manera inofensiva.
Kirk colpeja Wyatt Earp en una baralla a cops i el desarma, però llença la seva pròpia arma en lloc de venjar la mort de Chekov. Llavors la tripulació es troba al pont de l' Enterprise, inclòs Chekov, que va sobreviure potser perquè la seva ment només estava en Sylvia. Els melkotians es posen en contacte, pregunten sobre la negativa de Kirk a matar i, finalment, donen la benvinguda a l' "Enterprise" que s'apropi al seu planeta.

## Doblatge al català
L’episodi va ser doblat al català pels estudis Tecni-3 (primera part) i Diálogo (segona part) i emés a TV3 l’any 1989.
| Personatge                | Actor/actriu     | Veu en català                      |
| ------------------------- | ---------------- | ---------------------------------- |
| James T. Kirk             | William Shatner  | Jordi Boixaderas                   |
| Spock                     | Leonard Nimoy    | Isidre Sola i Llop                 |
| Leonard McCoy             | DeForest Kelley  | Eduard Lluís Muntada               |
| Montgomery Scott 'Scotty' | James Doohan     | Joan Carles Gustems Domènec Farell |
| Nyota Uhura               | Nichelle Nichols | Glòria Roig Azucena Díaz           |
| Pavel Chekov              | Walter Koenig    | Quim Roca Pep Madern               |
| Hikaru Sulu               | George Takei     | Jaume Nadal Enric Cusí             |
| Wyatt Earp                | Ron Soble        | Joaquim Sota                       |
| Virgil Earp               | Charles Maxwell  | Lluís Marco                        |
| Morgan Earp               | Rex Holman       | Joaquim Díaz                       |
| Doc Holliday              | Sam Gilman       | Jordi Campillo                     |
| Sylvia                    | Bonnie Beecher   | Maribel de Soto                    |
| Johnny Beehan             | Bill Zuckert     | Antonio Crespo                     |
| Ed                        | Charles Seel     | Enric Casamitjana                  |

## Producció
A Star Trek 3, la novel·lització d'aquest episodi de l'autor James Blish es va anomenar "The Last Gunfight".
El programa va ser l'últim episodi que es va emetre a NBC els divendres a les 22.00.
Aquest va ser el tercer viatge de DeForest Kelley a l'O.K. Anteriorment, havia aparegut a la S4.E8 de You are There com Ike Clanton. Després va interpretar a Morgan Earp a la pel·lícula de 1957, Duel de titans.
Com que no hi havia diners disponibles per a un conjunt complet, se li va demanar al director Vincent McEveety que utilitzés un carrer western estilitzat de falsos fronts d'edificis i sense laterals.

## Recepció
Zack Handlen de The A.V. Club va donar a l'episodi una qualificació de "B+", marcant-lo per una escriptura solta, però elogiant el seu impressionant enfrontament final i "l'ambient estrany i arrítmic treballant per al programa per una vegada". El 2012, The A.V. Club ranked this episode as one of top ten "must see" episodes of the original series.
In 2012, Christian Science Monitor va classificar aquest com el novè millor episodi de l'original Star Trek.
Keith R.A. DeCandido de Tor.com critica inicialment l'episodi per les seves inexactituds històriques, però després l'elogia a nivell filosòfic, assenyalant que Kirk i el seu grup mai lluiten quan són provocats, no maten per venjar-se i ignoren l'advertència inicial a favor de dur a terme les seves directrius per buscar una nova vida.
El 2016, The Hollywood Reporter va classificar "L'espectre de les armes" com el 20è millor episodi de la sèrie original i va assenyalar el seu tiroteig a l'estil western.
El 2017, Den of Geek va classificar aquest episodi com el desè "millor pitjor" episodi de Star Trek de la sèrie original.

## Estrena en mitjans domèstics
Aquest episodi es va publicar a LaserDisc, combinat amb "El dia del colom" l'any 1987 als Estats Units.
Aquest episodi es va publicar a VHS al Regne Unit, aparellat amb "Missió: la Terra" (Temporada 2, Episodi 26).
Aquest episodi es va publicar al Japó el 21 de desembre de 1993 com a part del conjunt complet de LaserDisc de la temporada 3, Star Trek: Original Series log.3. També es va incloure un tràiler d'aquest i dels altres episodis, i l'episodi tenia pistes d'àudio en anglès i japonès. El guió de la portada era スター・トレック TVサードシーズン